# Jacobi-metoden
Jacobi-metoden er inden for lineær algebra en iterativ metode til at løses et lineært ligningssystem. Metoden virker for kvadratiske matricer, der har en dominerende diagonal.
Metoden er opkaldt efter Carl Gustav Jacob Jacobi.

## Metoden
Et lineært ligningssystem er givet ved:
{\displaystyle Ax=b}
hvor {\displaystyle A} er en {\displaystyle n\times n}-matrix, {\displaystyle b} er en {\displaystyle n\times 1}-vektor, og {\displaystyle x} er en ubekendt {\displaystyle n\times 1}-vektor. For at løse for {\displaystyle x} skal {\displaystyle A} inverteres, men det kan være svært eller umuligt. I stedet deler man i Jacobi-metoden {\displaystyle A} op i to matricer
{\displaystyle A=D+R}
hvor {\displaystyle D} indeholder alle diagonalelementerne, mens {\displaystyle R} indeholder de resterende elementer. Ligningssystemet er da:
{\displaystyle {\begin{aligned}Dx+Rx&=b\\Dx&=b-Rx\end{aligned}}}
Da en diagonalmatrix let kan inverteres ved at invertere de enkelte elementer, bliver dette:
{\displaystyle x=D^{-1}(b-Rx)}
Dermed er et udtryk for {\displaystyle x} som funktion af {\displaystyle x} fundet. For hver iteration opdateres {\displaystyle x} altså ved:
{\displaystyle x_{k+1}=D^{-1}(b-Rx_{k})}
hvor {\displaystyle x_{k}} er en iteration, og {\displaystyle x_{k+1}} er den næste iteration.